# Chuquhua
Chuquhua is de verzamelnaam van de Zuidelijke Wu-dialecten in de steden Lishui en Longquan in de provincie Zhejiang.
- Sino-Tibetaanse talen
  - Chinese talen
    - Wu
      - Chuquhua

Chuquhua wordt onderverdeeld in Chuzhouhua en Longquhua.

## Gebieden waar Chuzhouhua wordt gesproken
- Lishuihua 丽水
- Jinyunhua 缙云
- Xuanpinghua 宣平
- Yunhehua 云和
- Jingninghua 景宁
- Wenchenghua 文成
- Qingtianhua 青田
- Taishunhua 泰顺
- Qingyuan 庆元

## Gebieden waar Longquhua wordt gesproken
- Longquan 龙泉
- Qingyuan 庆元
- Hehu (Zhejiang) 合湖
- Songyang 松阳
- Suichang 遂昌
- Quzhou 衢州市
- Longyou 龙游
- Kaihua 开化
- Changshan 常山
- Jiangshan 江山
- Shangrao 上饶市、上饶县
- Yushan 玉山
- Guangfeng 广丰
- Dexing 德兴
- Pucheng 浦城 in de provincie Fujian